# Surcando
Surcando es el nombre del tercer álbum de la banda uruguaya de rock y ska Cuatro Pesos de Propina. El álbum fue distribuido por Estudios PeloLoco, y fue presentado por primera vez el 12 de octubre del 2013 en un concierto en el Teatro de Verano.

## Listado de temas
| N.º   | Título                                                      | Duración |  |
| 1.    | «Caigo y me levanto»                                        | 3:52     |  |
| 2.    | «Náufrago»                                                  | 3:39     |  |
| 3.    | «No hay tiempo»                                             | 3:21     |  |
| 4.    | «Mi revolución»                                             | 4:41     |  |
| 5.    | «La fruta permitida»                                        | 4:08     |  |
| 6.    | «La verdad de la milanesa»                                  | 4:30     |  |
| 7.    | «Sayonara (con Juan Pablo di Leone en la flauta travesera)» | 3:49     |  |
| 8.    | «Lará lará lará»                                            | 3:30     |  |
| 9.    | «Navegante»                                                 | 4:23     |  |
| 10.   | «Sontalverkapolka»                                          | 2:28     |  |
| 11.   | «No trate de entender»                                      | 4:33     |  |
| 12.   | «Lo dedo negro»                                             | 5:41     |  |
| 48:35 |                                                             |          |  |